# Die Internationale
Die Internationale est un journal allemand anarcho-syndicaliste à tendance anarchiste qui a connu quatre éditions différentes de 1904 à 1949.

## Histoire

### Première édition
Cette première édition fait du journal l'organe de l'Association internationale des travailleurs sous la rédaction d'Augustin Souchy. Il paraît tous les mois à 2500 exemplaires. Orientée vers la théorie, on y trouve des articles signés, entre autres, par Pierre Ramus, Max Nettlau ou Rudolf Rocker. Il s'adresse surtout aux fonctionnaires de l'Union libre des travailleurs d'Allemagne (Freie Arbeiter-Union Deutschlands, FAUD).

### Seconde édition
Son sous-titre est "magazine pour le mouvement syndical international, la critique sociale et de la reconstruction socialiste". L'éditorial est signé par Helmut Rüdiger en 1932 et 1933 puis, après l'interdiction par les nazis, par Gerhard Wartenberg. Il est édité par la FAUD avec l'IAA. C'est une édition mensuelle de 1927 à 1933. Les numéros 11 et 12 sont interdits. Les articles sont signés par Willi Jadau, Fritz Kader, Erich Mühsam, Fritz Linow, Arthur Lehning, Max Nettlau, Rudolf Rocker, Artur Streiter (de).

### Troisième édition
La troisième édition connaît cinq numéros du 1er août 1934 au 5 avril 1935. Son public est les Allemands anarcho-syndicaliste en exil. 

### Quatrième édition
Celle-ci est à l'initiative de la Fédération des socialistes libertaires  (Föderation freiheitlicher Sozialisten) (de). Toujours mensuel, elle sort de 1947 à 1949. L'éditorial est l'œuvre de Gretel et Alfred Leinau. Les sujets abordés sont l'unification de l'Europe, les questions syndicales, les mouvements de travailleurs libertaires syndicalistes, la division de l'Allemagne, la confrontation avec le national-socialisme. Elle voit les contributions de Margarete Buber, George Hepp, Fritz Linow, Otto Reimers (de), Rudolf Rocker, Helmut Rüdiger, Augustin Souchy et d'autres. Il est remplacé par Die freie Gesellschaft (de) (La Société Libre).

## Source, notes et références
- (de) Syndikalismusforschung

- (de) Cet article est partiellement ou en totalité issu de l’article de Wikipédia en allemand intitulé « Die Internationale (Zeitschrift) » (voir la liste des auteurs).